# Левелек
Левелек (мађ. Levelek) је град у жупанији Саболч-Сатмар-Берег, у региону Северне Велике равнице у источној Мађарској.

## Географија
Покрива површину од 2.573 km2 (993 sq mi) и има популацију од 2.679 становника (2015).

## Историја
Порекло села Левелек датира из времена мађатских освајања ових простора. Има наговештаја о томе на граници суседних села, Мађ и Бешењед, јер на оба места се налазе погранични делови који се зову Лешхеђ. Значење ових је да се одатле посматрао непријатељ. Дакле, чувари пашњака су живели у Левелеку, а одатле су отишли на ова два надзорна места. Иако је то учињено за касније време, за татарски период.
Име села се први пут помиње у једној тапији настале 1067. године, али сачувана само у препису, у којој се већ помиње село са његовим становницима пустаре Левелек.
Село је већ почетком 1330-их година имало цркву.

## Становништво
2001. године скоро 100% становништва насеља се изјаснило да је мађарске националности, али у насељу живи и мања ромска заједница.
Током пописа из 2011. године, 82,6% становника се изјаснило као Мађари, а 2,2% као Цигани (17,4% се није изјаснило; због двојног идентитета, укупан број може бити већи од 100%). Верска дистрибуција је била следећа: римокатолици 30,7%, реформисани 11,6%, гркокатолици 30,9%, лутерани 0,4%, неденоминациони 2,4% (23% није одговорило).